# 38 Capricorni
38 Capricorni är en gulvit stjärna i huvudserien i stjärnbilden Stenbocken.
38 Capricorni har visuell magnitud +6,72 och kärver fältkikare för att kunna observeras. Den befinner sig på ett avstånd av ungefär 180 ljusår.